# Lomnice nad Lužnicí
Lomnice nad Lužnicí là một thị trấn thuộc huyện Jindřichův Hradec, vùng Jihočeský, Cộng hòa Séc.